# Gordon Ramsay
Gordon James Ramsay, OBE, född 8 november 1966 i Johnstone, Skottland, är en brittisk (skotsk) kock och TV-profil. Han är känd från flera matrelaterade TV-serier såsom Elake kocken, The F-Word, Kitchen Nightmares och Hell's Kitchen, men har även skrivit ett 10-tal kokböcker. Han klassas som en av världens främsta gourmetkockar och driver i dagsläget ett 30-tal restauranger och pubar över hela världen. Ramsay har tilldelats 17 stjärnor i Michelinguiden.

## Biografi
Ramsays far arbetade med diverse olika arbeten, som exempelvis poolskötare och countrysångare, och modern arbetade som sjuksköterska. Familjen lämnade efter en tid Skottland och slog sig år 1976 ned i Stratford-upon-Avon där modern arbetade på ett tehus. Enligt Ramsay själv var modern hans första inspirationskälla inom matlagningen.
Ramsay har även spelat fotboll i Glasgow Rangers, men en knäskada satte stopp för fotbollskarriären. I slutet av 80-talet arbetade Ramsay som kock på Roxbury House Hotel, men fick svårt att arbeta kvar sedan han haft ett förhållande med ägarens hustru.[källa behövs]
Sedan började Ramsay arbeta i London, bland annat för flera kockar med stjärnor i Michelinguiden. Därefter arbetade Ramsay på olika restauranger runt om i världen, som i exempelvis Paris, Alperna och Västindien. Kort efter att han kom tillbaka till London, blev han erbjuden en ägarandel i Rossmore av Marco White tillsammans med en position som chefkock. Krogen döptes om till Aubergine och en månad senare tilldelades Ramsay sin första stjärna i Guide Michelin. 1997 fick Aubergine sin andra stjärna.
1998 öppnade Ramsay sin första egna restaurang, Gordon Ramsay at Royal Hospital Road i Chelsea. 2001 tilldelades denna restaurang en stjärna i Michelinguiden, vilket gjorde Gordon Ramsay till den förste skotten att tilldelas tre stjärnor.

## Privatliv
Ramsay är sedan 1996 gift med Tana Ramsay och paret har sex barn tillsammans.

## Utmärkelser
Utöver de utmärkelser som Ramsay har erövrat som kock fick han 2006 Brittiska Imperieorden, OBE, för sina insatser för servicenäringen.

## Restauranger

### Storbritannien
- Restaurant Gordon Ramsay på Royal Hospital Road (tre Michelin-stjärnor), Mark Askew (kock), Clare Smyth (huvudkock)
- Pétrus at the Berkeley Hotel (två Michelin-stjärnor), Marcus Wareing (kock)
- Gordon Ramsay på Claridge's (en Michelin-stjärna), Mark Sargeant (kock)
- The Boxwood Café på Berkeley Hotel, Stuart Gillies (kock)
- Maze, (en Michelin-stjärna) Jason Atherton (kock)
- Foxtrot Oscar
- Maze Grill, Marriott Hotel in Grosvenor Square
- Gordon Ramsay's Plane Food på London Heathrow Airport Terminal 5
- York and Albany, Regents Park, Angela Hartnett (kock) Öppnade juli 2008[4]
- Murano, Mayfair, Angela Hartnett (kock) Öppnade augusti 2008 [4]

### Irland
Gordon Ramsay på Ritz Carlton, Powerscourt

### Pubar
- The Narrow
- The Devonshire House
- The Warrington

### Japan
- Ramsay at Conrad (en Michelin-stjärna), Shinya Maeda (kock)

## TV-framträdanden
- Boiling Point (dokumentär i 5 delar) (Channel 4, 1998)
- Beyond Boiling Point (dokumentär i 6 delar) (Channel 4, 2000
- Ramsay - Trouble at the Top
- Elake kocken (Ramsay's Kitchen Nightmares) (Channel 4, 2004-idag)
- Hell's Kitchen (UK) (ITV, 2004)
- Hell's Kitchen (US) (Fox, 2005-idag)
- The F-Word (Channel 4, 2005-idag)
- Kitchen Nightmares (Fox, 2007)
- Extras Christmas Special (BBC Two 2007)
- Gordon Ramsay: Cookalong Live  (Channel 4, 18 januari 2008)
- Gordon Ramsay: Uncensored  (Channel 7, 1 juli 2008-idag)
- Gordon's Great Escape  (Channel 4, 2010)
- Masterchef  (Fox) 2010
- Hotell Hell
- Masterchef Junior